# Santebal
Santebal (fredens väktare) var den hemliga polisen i Demokratiska Kampuchea under Pol Pots regim och gjorde mellan 1975 och 1979 sig ansvarig för tiotusentals fall av arresteringar, avrättningar och tortyr, bland annat i det kända förhörscentret S-21 Tuol Sleng. 
Organisationen leddes på högsta nivå av landets försvarsminister, Son Sen.